# Kościół św. Maksymiliana Marii Kolbego i Wszystkich Świętych w Lęborku
Kościół Świętego Maksymiliana Marii Kolbego i Wszystkich Świętych – rzymsjkokatolicki kościół parafialny należący do parafii pod tym samym wezwaniem (dekanat lęborski diecezji pelplińskiej.
Jest to trzecia, co do kolejności wybudowania, świątynia w mieście. Kościół został wzniesiony w 1930 roku jako kaplica cmentarna. Do 1972 roku świątynia była filią parafii św. Jakuba Apostoła. W 1972 roku przy kościele została erygowana samodzielna parafia pod wezwaniem świętego Maksymiliana Marii Kolbego i Wszystkich Świętych.